# Milan Šperl
Milan Šperl (* 26. února 1980, Karlovy Vary) je bývalý český běžec na lyžích, od roku 1999 závodící za oddíl Dukla Liberec. Trvale bydlí v Nejdku, studoval Právnickou fakultu Západočeské univerzity v Plzni.
Jeho největším úspěchem je bronzová medaile ve sprintu družstev (spolu s Dušanem Kožíškem) na Mistrovství světa v klasickém lyžování 2007 v Sapporu. Nejlepším individuálním umístěním je 6. příčka v závodě na 50 km volnou technikou na MS 2005 v Oberstdorfu. Byl účastníkem Zimních olympijských her 2002 v Salt Lake City, 2006 v Turíně a 2010 ve Vancouveru; jeho nejlepším výsledkem na těchto akcích je 27. místo v závodě na 50 km volnou technikou na ZOH 2006. V individuálních disciplínách se stal šestinásobným mistrem ČR (2002 1,8 km sprint,, 2003 50 km klasicky, 2004 1,2 km sprint, a 50 km volně, 2005 2×10 km skiatlon, 2006 10 km volně).